# Songs in the Attic
Songs in the Attic is een live-album van Billy Joel uit 1981.
Het is het eerste live-album van Joel. Joel heeft op dit live-album zich bewust beperkt tot nummers van de eerste vier studio-albums, omdat deze nog relatief onbekend waren. The Stranger bereikte de tweede plek in de Billboard 200 en opvolgers 52nd Street en Glass Houses zelfs de nummer-1 positie. Toen het album in 1981 uitkwam was het de eerste keer dat een aantal nummers van Joels tot dan toe slechtverkopende debuut Cold Spring Harbor een breder publiek bereikten. Het nummer She's Got a Way van dat album werd in live-versie als single uitgebracht en bereikte de 23e positie in de Amerikaanse Billboard Hot 100. Ook Say Goodbye to Hollywood en You're My Home werden als live-singles uitgebracht.  
Songs in the Attic bereikte de 8e positie in de VS en haalde ook de top 10 in Australië en Japan.   
Op het album staan opnames van concerten die in de zomer van 1980 gegeven zijn in New York (Madison Square Garden), Washington D.C., St. Paul, New Haven, Boston, Milwaukee, Philadelphia en Chicago.  

## Tracklijst
Alle muziek is geschreven door Billy Joel.
| Nr. | Titel                                           | Afkomstig van       | Duur |
| --- | ----------------------------------------------- | ------------------- | ---- |
| 1.  | Miami 2017 (Seen the Lights Go Out on Broadway) | Turnstiles          | 5:05 |
| 2.  | Summer, Highland Falls                          | Turnstiles          | 3:03 |
| 3.  | Streetlife Serenader                            | Streetlife Serenade | 5:17 |
| 4.  | Los Angelenos                                   | Streetlife Serenade | 3:48 |
| 5.  | She's Got a Way                                 | Cold Spring Harbor  | 3:00 |
| 6.  | Everybody Loves You Now                         | Cold Spring Harbor  | 3:08 |

| Nr. | Titel                       | Afkomstig van | Duur |
| --- | --------------------------- | ------------- | ---- |
| 1.  | Say Goodbye to Hollywood    | Turnstiles    | 4:25 |
| 2.  | Captain Jack                | Piano Man     | 7:16 |
| 3.  | You're My Home              | Piano Man     | 3:07 |
| 4.  | The Ballad of Billy the Kid | Piano Man     | 5:28 |
| 5.  | I've Loved These Days       | Turnstiles    | 4:35 |

## Bezetting
- Billy Joel – zang, piano, synthesizer, harmonica
- David Brown – elektrische gitaar, akoestische gitaar
- Richie Cannata – saxofoon, dwarsfluit, orgel
- Liberty DeVitto – drums, percussie
- Russell Javors – slaggitaar
- Doug Stegmeyer – basgitaar